# Convent de Santa Caterina (Barcelona)
El Convent de Santa Caterina fou un conjunt d'edificis religiosos de l'orde dels Predicadors (dominics) de Barcelona, enderrocat per a construir-hi l'actual mercat. Una part dels seus vestigis són visibles a l'Espai MUHBA Santa Caterina del Museu d'Història de Barcelona.

## Història
El convent s'establí al segle xiii al nord del burg de la Bòria, que resseguia la carretera cap a França, sent el primer convent de la ciutat i el primer establiment dels dominics, endegat pel bisbe Berenguer II de Palou que el 1219 va proporcionar el terreny de Pere Gruny, i unes vuit o deu casetes juntes que havia comprat per a la construcció del convent a Aguilar i Monfart, al costat del call. Aquestes cases ocupaven el terreny en què hi ha l'illa limitada pels carrers del Call, Sant Domènec, Marlet i Arc de Sant Ramon. En aquesta residència, el Divendres Sant del 1222 va prendre l'hàbit de la religió Sant Ramon de Penyafort, fins llavors canonge i ardiaca. Les reduïdes dimensions de la capella que els religiosos havien edificat eren desproporcionades amb el nombrós concurs de fidels que anaven a resar el Rosari, doncs amb prou feines cabien els membres de l'orde, i es va haver de traslladar la devoció a la parròquia de Sant Jaume Apòstol
El 31 d'octubre del 1223 el municipi va cedir unes cases per construir nou convent al lloc d'una capella consagrada a Santa Caterina, verge i màrtir que gaudí de devoció popular durant la baixa edat mitjana i a qui es van dedicar força culte i construccions. Jaume el Conqueridor va concedir el privilegi de convent reial i podia abastir-se de l'aigua del proper Rec Comtal per al consum de la casa i el reg de l'hort contigu. En 1252 el temple estava ja aixecat fins a l'arrencada dels arcs de la nau de l'església, i Jaume el Conqueridor va concedir un dret impost sobre les mercaderies que es descarregaven al Port de Barcelona per costejar la rematada de la construcció. El 1268 estaven ja acabades algunes capelles laterals, costejades per Berenguer i Blanca de Montcada. Sembla que fou durant el segle següent quan finalitzarien les obres del nucli principal de l'església. Fou durant els segles xiv a xviii quan el convent gaudí de la major esplendor, estant vinculat amb personatges com Sant Vicent Ferrer.
El 1823 se n'enderrocà per tal de poder perllongar el carrer de les Freixures. La nit de Sant Jaume de 1835, el convent fou incendiat, i tot i que malmès sobretot en patrimoni mobiliari, seguí dempeus un cert temps fins que fou enderrocat el 1837. En el solar es va construir el mercat de Santa Caterina, inaugurat el 1848.

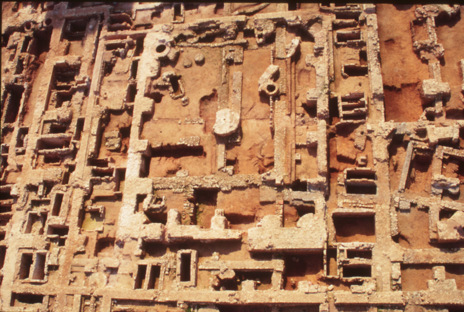
Vista aèria de la intervenció arqueològica al solar del Mercat de Santa Caterina

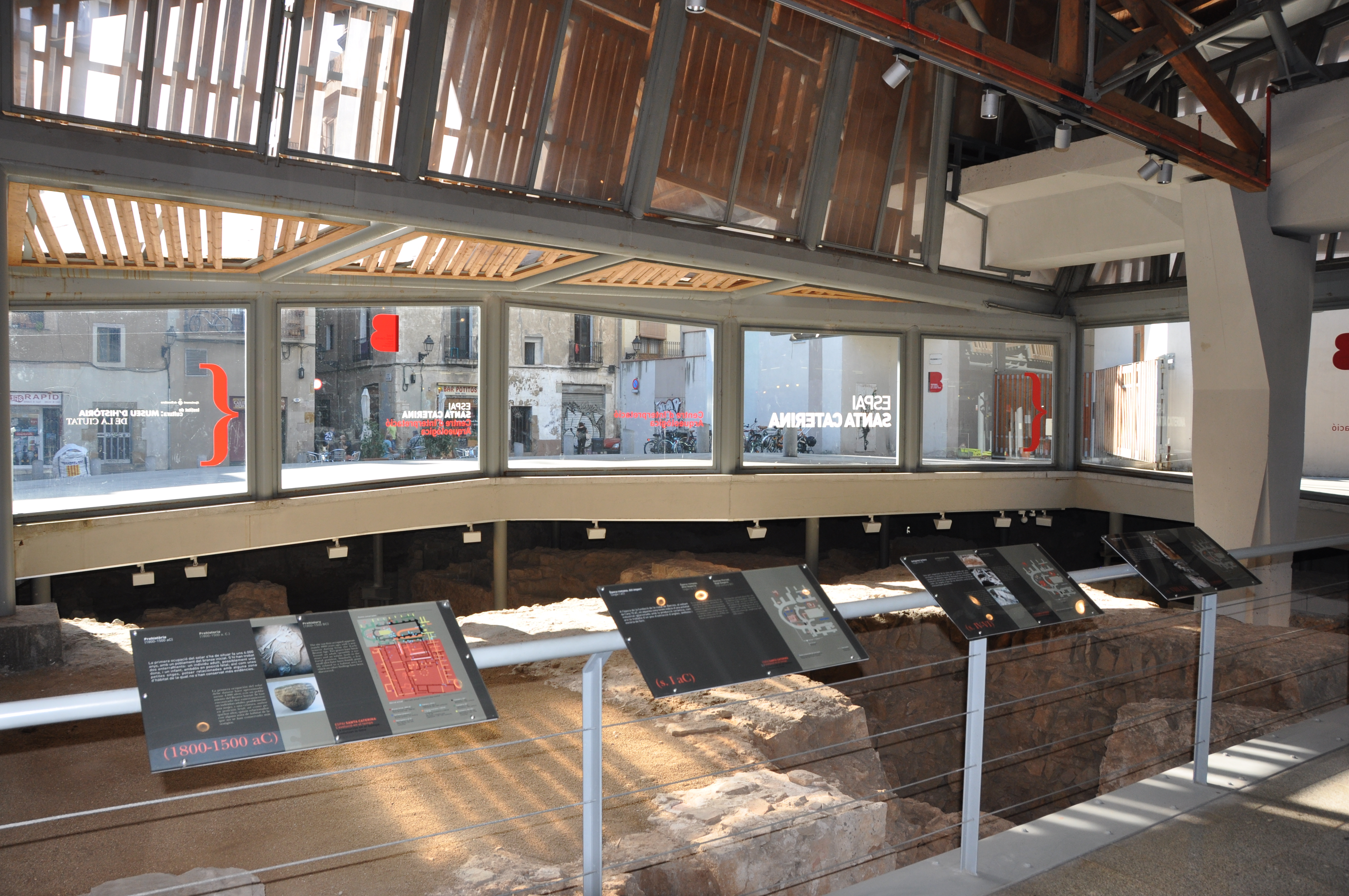
Espai MUHBA Santa Caterina sobre el jaciment arqueològic del convent dominicà

### Intervenció arqueològica
A finals del segle xx es va buidar el mercat per a remodelar-lo. Llavors es va dur a terme una excavació arqueològica al subsol (1999-2004), que va permetre datar fins a set fases d'ocupació:
- Fase I. Bronze Inicial (1800-1500 aC). El conjunt recuperat estava definit per tres retalls excavats al terreny a manera de sitja; una d'elles era utilitzada com a enterrament amb una inhumació primària doble. D'un altre retall es va recuperar un important conjunt de ceràmiques pertanyent a l'anomenat Grup del Nord-est. La tercera estructura contenia l'esquelet d'un ovicàprid jove en connexió anatòmica. Sembla que el paisatge de la zona estaria format per petites elevacions i depressions que marcarien un paisatge de suaus pendents en direcció al mar.[3]
- Fase II. Les restes documentades d'aquesta fase es corresponien a estructures d'escassa entitat d'un centre productor de ceràmica, amb un gran retall d'extracció d'argiles, de més de 600 m², localitzat a la meitat nord-oriental del solar, i un gran pou de planta quadrada obrat amb peces de rebuig i pedra treballada. Els productes ceràmics eren de caràcter constructiu (tegulae), contenidors ceràmics (àmfora i ceràmica comuna), i elements de caràcter productiu (pondus). Els tipus d'àmfora documentast eren les Pascual 1 i les Dressel 2-4. Les restes permeteren situar la producció i vida de l'assentament en estreta relació amb l'inici de la colònia, al voltant del canvi d'era i el seu moment final a les darreries del segle i dC. A partir d'aquest moment, en aquesta zona, es van produir grans aportacions de sediments, i donat la gran quantitat de ceràmica exhumada, es podria interpretar com una actuació antròpica i no natural.[3]
- Fase III. Des d'inicis del segle iv dC, la zona tornà a ser ocupada per una necròpolis que perduraria fins al segle vi. La necròpolis, amb una extensió aproximada de 1350 m², ocupava el sector més sud-oriental del solar, i estava formada per diversos tipus d'enterraments: inhumació en fossa simple, àmfora, taüt, tegulae a doble vessant, tegulae de secció quadrada i construccions funeràries, principalment formae. En el decurs del procés s'arribaren a documentar un total de 130 individus. Cal destacar com a element més significatiu la utilització de murs de morter, pedra i elements ceràmics que delimitaven i dividien l'espai d'enterrament. Entre aquestes construccions ressaltà l'aparició d'algunes restes de murs que, per les seves característiques, semblava que podrien delimitar un gran edifici de caràcter àulic, així com diversos mausoleus.[3]
- Fase IV. Les restes documentades pertanyen a sitges o fosses de petites dimensions i pous d'extracció d'aigua relacionats amb el conreu de la terra, amortitzats entre els segles ix i x.
- Fase V. S'exhumaren els fonaments d'un conjunt conventual integrat per una església i diferents espais annexos en el costat septentrional. L'església, d'una sola nau amb absis semicircular ultrapassat, feia unes mides interiors de 21 x 8 m. El temple era dedicat a Sant Salvador i està documentat el 1081. A seu costat septentrional hi ha havia un porxo, des del que s'accedia a un pati, al voltant del qual s'organitzaven la resta d'àmbits. Entre el segle xii i principis del xiii es bastiren un seguit d'edificacions de caràcter domèstic al voltant del conjunt conventual amb una orientació diferent. El 1223, amb la donació d'aquests terrenys a l'orde dels Predicadors, l'edifici fou ampliat i adaptat en funció de les necessitats de la nova comunitat religiosa, paral·lelament a l'inici d'una dinàmica d'adquisició dels terrenys que limitaven amb l'antic convent. Es mantingué l'església i es reformà l'espai al voltant del claustre. Les obres més importants, però, correspongueren a noves construccions que ampliaven considerablement el convent; foren afegits dos espais exteriors porticats i es bastiren dos edificis a la part occidental del solar, de planta rectangular.[3]
- Fase VI. A partir de mitjan segle xiii, s'inicià el procés de construcció d'una nova església més gran a llevant del convent, de la qual es recuperaren les estructures dels fonaments en la seva totalitat. Presentava unes mides interiors de 13,5 x 20 m, amb una única capella adossada posteriorment a la banda del carrer d'en Colominas. Així mateix, també es localitzà la base del campanar adossat al mur occidental del temple. També s'inicia l'execució d'un gran projecte edilici que permeté la renovació global del convent, dut a terme a partir del 1240. Estava format per diversos edificis disposats al voltant d'un claustre, entre ells un enorme dormitori (més de 60 x 10,5 m), la sala capitular de planta quadrangular i 10 m interiors de costat, la cuina, el refectori, un possible graner, etc. El claustre era de planta rectangular de 26 x 29 m, amb unes galeries d'uns 3 m. La necròpolis se situà bàsicament rere la capçalera i en l'espai situat entre la seva façana oriental i el carrer de Colomines. Amb tot, també es trobaren enterraments simples al pati del claustre.
- Al llarg de la primera meitat del segle xiv, es va procedir a ampliar i monumentalitzar l'església conventual, substituint l'antiga capçalera per un absis poligonal amb capelles laterals, obrat amb tècnica d'encofrat perdut. Aquestes obres motivaren la desaparició de la sagristia i la capella adossada, així com canvis al claustre i el desplaçament de les obres funeràries. Aquesta monumentalització afectà de manera directa el claustre, ja que va comportar el desplaçament de la galeria meridional i que les galeries oriental i occidental fossin més curtes. Finalment, a la zona de l'antic pati de predicació situat als peus de l'església, començà a funcionar un nou espai funerari que complementaria l'existent, anomenat claustre forà. Abans de finals del segle xv sembla que s'enfonsà la sala capitular, fet que obligà a dividir el dormitori per a ubicar-ne la nova sala capitular a l'extrem oriental. A partir d'inicis del segle xvi, el lloc de l'antiga sala capitular fou ocupat per un nou claustre que no va arribar a acabar-se. La galeria meridional amidava al voltant de 29 m, i l'oriental sobre els 30 m. L'amplada de les dues galeries es podria situar entre els 3,5 i els 5 m.[3]
- La gran reforma de finals del segle xvi i inicis del segle xvii fou la construcció d'una segona línia de capelles a la zona del cementiri del carrer de Colomines, dins un programa constructiu que es complementà amb una gran capella dedicada al Santíssim Sagrament i una nova sagristia, situades a dreta i esquerra, respectivament, del presbiteri. També en aquest moment s'han de situar diverses reformes a la zona del claustre forà, amb un canvi del porxo, així com canvis a la tanca del convent i dependències secundàries. Ja al segle xviii, la reforma més important fou la construcció d'una cripta funerària de forma rectangular, situada als peus del presbiteri, formada per trenta-tres nínxols horitzontals allargats disposats en bateries de quatre per quatre.[3]

## Descripció
La majoria de descripcions històriques a finals de la primera meitat del segle xix, fetes per Gaietà Barraquer i Roviralta, que al seu torn cita força treballs anteriors d'Andreu Avel·lí Pi i Arimon i els dibuixos i alçats fets per Josep Casademunt, o les descripcions de Jaime Villanueva a Santa Catalina: Recopilación y ampliación de los borradores de la monografia de la iglesia y claustro del derruido Convento de Padres Dominicos de Barcelona. Algunes d'aquestes ressenyes han estat contrastades per troballes arqueològiques que han vingut a completar l'evolució arquitectònica del complex durant el seus sis segles d'existència.
A principis del segle xix, el convent limitava a l'est part amb els murs posteriors de les cases del carrer de la Claveguera (canviat a Mestres Casals i Carbonell el 1957), el passatge de Casa Vidal que sortia al carrer de Gombau; i el carrer de Giralt Pellisser, llavors molt estret i que al nord no arribava més que fins al de Gombau. El passatge de Casa Vidal tenia una capelleta, amb una imatge de la Verge Immaculada, guardada posteriorment en una casa del carrer de la Claveguera, i un pati al qual sortien les grans finestres amb reixes de la biblioteca del convent. L'actual carrer d'Álvarez encara no existia.
Pel sud el convent limitava amb el llavors també molt estret carrer de Colomines i la placeta de Santa Caterina. Per l'oest amb la placeta de Santa Caterina, el carrer del Tragí i el de les Freixures, i finalment, pel nord, la horta del convent donava als jardinets posteriors de les cases del carrer de Sant Pere més Baix. L'horta ocupava des dels jardinets fins al convent, començant a la font pública de enfront del carrer d'Avellà, corria cap al nord-est fent un revolt i pel mateix un angle sortint cap a muntanya.
El convent, format per dos claustres i unbraç que es ficava a l'illa de Claveguera, Fonollar i Gombau, es trobava al centre de la finca, i el temple amb el seu pati davanter al límit meridional. Durant el Trienni Liberal (1820-23), els revolucionaris van enderrocar la part de convent que donava al carrer del Tragí, i es va perllongar el carrer de les Freixures des de la font fins a la placeta de Santa Caterina, quedant des de llavors limitat el convent per l'oest per aquest carrer.

### Església
El temple, gòtic tot i que amb modificacions al segle xvi, s'alçava orientat resseguint el carrer de Colomines, l'absis resseguia el carrer de Giralt Pellisser, mentre que l'entrada era per la placeta de Santa Caterina l'entrada del qual es desplegava davant els ulls la grandiosa perspectiva d'una nau central gòtica semblant a la del Pi. L'interior el formaven una gran nau central i dues laterals, en les que estaven col·locades les capelles. Els murs eren de polits i obscurs carreus de pedra, sense colors ni adorns en la nau central. Posteriorment a l'edificació de les naus, es va eixamplar la de la part dreta, o de l'Epístola, en l'obra es van col·locar les capelles, i retaules, que hi havia a la nau primitiva. No guardava cap relació aquesta obra amb la primitiva assenyalant la seva forma que la seva antiguitat no es remuntava més enllà del segle xvi.
El 1835, el frontis quedava gairebé cinc metres endarrerit de les actuals edificacions del Mercat de Santa Caterina. El pati, envoltat d'una tanca la porta d'entrada s'obria al costat de ponent davant de l'església que tenia una porta sobre la que es un Sant Domènec estava en un nínxol tancat per una reixa de ferro. Creuada la porta, hi havia a la dreta primer la part del darrere d'una alta casa pròpia del convent, i després la capella de la Mare de Déu de Gràcia i al seu front la façana del temple, llisa i senzilla, amb una rosassa a dalt i dessota, un pòrtic sortint de pedra treballada de tres arcs, i a l'esquerra la tanca. Al centre del pòrtic s'obria la grandiosa porta major de l'església, i en la seva testera nord-oest la de la porteria del convent, així com en la de sud-est la d'aquesta capella de la Mare de Déu de Gràcia. La imatge d'aquesta capella era pintada.
Des del nord del pòrtic del temple, s'entrava a la porteria, que constava d'un passadís i les cambres dels porters, entrant a l'esquerra, mentre que a la dreta del passadís hi havia la porta del claustre, i abans d'aquesta el monument aixecat per la gratitud dels frares al seu Pare General Tomàs Ripoll, gran benefactor de la casa. El seu bust, fet de marbre de Carrara, estava col·locat dins d'un nínxol amb una ampla làpida al peu que ressenyava les seves excel·lències. Aquesta làpida fou dipositada al Museu Provincial d'Antiguitats de Barcelona. Creuada la porteria hi havia a mà dreta la porta del claustre.
La nau principal feia 286 pams de llarg (55,59 metres) comptats des de la part interior de la paret de la façana fins a la cara oposada de la paret testera del presbiteri; d'aquests hi havia 42,76 m. fins a aquest presbiteri, elevat uns tres pams del pis del temple, i els 12,82 m. restants era la profunditat del mateix presbiteri, que quedava rematat amb un absis poligonal de deu costats. L'amplada de la mateixa nau, comptada des de la motllura més sortint d'un pilastró d'una banda a la del seu oposat de l'altre, era de 14,96 metres, estretint-se al presbiteri, on quedava només de 14,38 metres. La nau quedava coberta fins al presbiteri set voltes per aresta, és a dir una volta ogival dividida en set compartiments, els arcs es recolzaven en els pilars divisoris de les capelles, és a dir, en els murs que d'unes separaven les altres capelles: La coberta del presbiteri constava d'una sola volta composta de vuit arestes, els arcs, descansant sobre uns ressalts de pilastró, situats en els angles de l'expressat polígon, remataven en una gran clau de volta, col·locada al centre de la volta.
L'altura dels pilars, comptada des del paviment fins a l'arrencada dels arcs, era de 14,48 metres, l'alçada dels arcs torals era d'11,08 metres, i la de les arestes de les voltes d'11,48 metres, de manera que l'alçada total de la referida nau era de 25,26 m. comptats des del terra fins a la part superior de l'intradós d'aquests arcs torals, i de 25,66 m. fins a la clau de les arestes de les voltes.
Les distàncies dels pilars no eren iguals per tant essent les capelles igualment desiguals, ja que unes eren més amples que altres, bé que, sent poca la diferència, l'ull no experimentat gairebé ho notava. El front d'aquests pilars, o sigui el front del mur que separava a una capella d'una altra, estava adornat amb motllures contornejades amb corbes còncaves i convexes, de diferent estructura en cadascuna d'elles, és a dir, formant en la major part d'aquests uns ressalts delicats. Aquests pilars estaven assentats sobre un basament d'un metre d'alçada. a la part superior d'aquests pilars seguia una cornisa de poc més d'un pam d'amplada, la qual recorrent tot l'interior de la nau, contornava aquests pilars, formant una espècie de capitell.
Els arcs d'entrada a les capelles es recolzaven sobre uns capitells formats de fulles en els costats dels pilars, a 9,71 m. d'altura. Els arcs eren apuntats, excepte el tercer de la part dreta entrant al temple, que tenia la figura d'una semi-el·lipse peraltada, és a dir, que se li havia substituït per una corba la punta superior. Tots ells remataven 0,97 m. més avall de l'expressada cornisa.
Sobre els arcs de les capelles, així com al voltant de la part superior de l'absis, hi havia 21 finestrals, que corrien tots al mateix nivell per la part superior, tenint tretze d'elles 9,72 m. d'altura, sis 3,90 m. i les dues restants 2,13 metres, sent l'ample de totes d'11 pams. A la mateixa alçada de les finestres, i al centre de la façana principal, hi havia una altra finestra o claraboia circular, de 8,76 m. de llum, és a dir, la gran rosassa, enterament igual al de la façana de la Catedral de Tarragona i al de l'església del monestir de Sant Cugat del Vallès. A més d'aquestes finestres, al presbiteri n'hi havia 7 de 9,72 m. d'altura per 2,52 m. d'ample, fila de finestrals que corria per sota de l'altra filera. Aquestes últimes finestres, si bé foren usades un temps, a l'època de Gaietà Barraquer estaven tapiades, el que segurament es va executar en el moment de construir la nova sagristia i capella del Sagrament, a causa que aquesta obra, impedint la llum, les deixava enterament inutilitzades, i a més tapava algunes el gran retaule modern. Les altres finestres estaven adornades amb vitralls. Sota la rosassa de la façana i als 7,77 m. d'elevació del sòl, hi havia el cor, l'ample ocupava tota l'extensió de la nau major, i el seu fons la distància que abastaven les dues últimes capelles. Aquesta obra, si bé feta a l'estil de la del temple, comptava molta menys antiguitat, ja que abans estava col·locat, segons l'ús de les antigues esglésies, al centre de la nau principal.
Les antigues capelles laterals tenien de fons 5,20 m. cadascuna, cobertes per una volta d'aresta, és a dir, gòtica, a l'altura de 13,60 m. del seu paviment. Aquest estava un pam més elevat que el de la nau principal per mitjà d'una escala. No obstant això, les capelles del costat de l'Evangeli, tercera i quarta entrant per la porta principal, no tenien clau en la seva volta, la qual en moderns segles havia estat substituïda per un llanternó, és a dir com un templet envoltat de finestrons. Però no al costat oposat del temple, on totes les capelles antigues, o gòtiques, conservaven les seves voltes i les seves claus.
Les capelles s'unien les unes amb les altres per un esplaiat pas de 2,50 m. d'amplada, al costat de la paret exterior, circumstància que clarament mostra que, segons l'arquitecte constructor, els retaules foren primitivament col·locats d'esquena al major. Cadascun dels murs de separació entre una capella i l'altra, estaven adornats amb un llenç de forma ovalada, d'un metre de longitud, representant escenes de la vida de sant Domènec, de sant Tomàs, i potser d'altres. Les capelles tancaven la seva entrada amb una reixa de ferro. Arreu abundaven les escultures daurades i els adorns, comparables en aquest sentit amb les de l'Església de Betlem de Barcelona. Hom ha volgut comparar-les amb la capella homònima de la catedral de Perpinyà fent-les ambdues obres d'un mateix arquitecte.
Les capelles del costat de l'Epístola experimentar en temps del Renaixement un notable eixample, ja enderrocat el seu mur del fons, van ser prolongades més enllà de la seva línia a 6,47 metres. «Aquestes capelles estaven decorades amb unes pilastres dòriques sense base, les que, juntament amb el sòcol en què descansaven, tenien 7,05 m. d'altura, sobre les quals es recolzaven uns arcs de mig punt (rodons), que a través d'unes petxines sostenien unes cúpules esfèriques o el·lipsoides, sent la més notable la de la capella de Sant Raimon adornada amb pintures.
A l'extrem d'aquestes capelles, al costat meridional del presbiteri, hi havia la capella del Sagrament, col·locada de tal manera que el seu eix quedava paral·lel al del temple. La seva forma i caràcter era anàleg al de les darrerament esmentades, estant cobert el seu centre amb una cúpula, en el centre tenia una llanterna que permetia l'entrada de la llum a l'interior de la capella. La seva elevació era la mateixa que la de la resta capelles, sent de creure que totes es van construir en una mateixa època.
En una estada amagada en el retaule major sota del sagrari de l'exposició, s'hi guardava en un taüt el cadàver d'una reina, de nom desconegut, i altres amb les restes de Ponç de Alesto i de la seva muller.
El paviment, perfectament enrajolat de pedra, ocultava sota sengles lloses sepulcrals nombroses i notables tombes, les quals eren ressenyades al Llibre de les sepultures de l'Església del Convent, fet l'any 1764 pel P. Fr. Miquel Bosch Sagristà, però continuat fins a principis del segle xix. Així les tombes dels religiosos eren, segons costum, al centre del pla del temple, al peu de les grades del presbiteri, entre algunes d'aquestes sepultures hi ha la de Josep de Móra i de Catà, marquès de Llo, el Baró de Selles, Domènec de Duran i Muxiga i son hereu; Fr. Francesc Roger Bisbe de Solsona i fill d'aquest convent (mort el 18 de gener del 1663), Francesc de Dusai, Josep Francesc d'Alòs i de Rius, marquès de Puertonuevo, Palou, el Baró de Castell de Fels, la sepultura de la casa de Corbera-Santcliment Baró de Llinàs, Gaietà de Pignatelli i de Rubi Marquès de Rubí, i Guillem Ramon de Santcliment.
El cor, construït cap a l'any 1270, en un principi va ocupar el centre del pla del temple, però el 1546 el prior Pere Màrtir Coma, que després fou bisbe d'Elna, el va traslladar als peus del temple, edificant els arcs que el sostenien sobre la porta principal. Abastava tota l'amplada de la nau en l'espai de dos parells de capelles, dimensions que feien de l'àrea d'una extensa plaça. El voltaven les files de cadires tallades de noguera, que foren traslladades al cor dels Sants Just i Pastor. A aquest cor s'accedia des de la galeria alta del pròxim claustre mitjançant la peça on hi havia els armaris dels llibres del cor. Aquesta ocupava l'àmbit del pis superior d'una de les dues capelles laterals que la construcció del cor va tallar per la meitat de la seva altura, és a dir, l'àmbit de la més apartada de la façana, i des d'ella s'entrava en una altra peça igual formada per l'àmbit de l'altra capella, és a dir la contigua al frontis, la que en els últims temps va ser aula de Filosofia, i en ella un llenç mostrava pintat a Sant Vicent Ferrer explicant a classe, del que es diu que va ensenyar lògica en aquest convent.
Sobre la segona capella seguint la sagristia s'hi alçava el campanar d'uns 200 pams (~41 m) d'alçària de bases poligonal irregular, a les quatre cares principals s'hi obrien finestres ogivals sense motllures ni adorn i el sostre finalitzava en una forma piramidal.

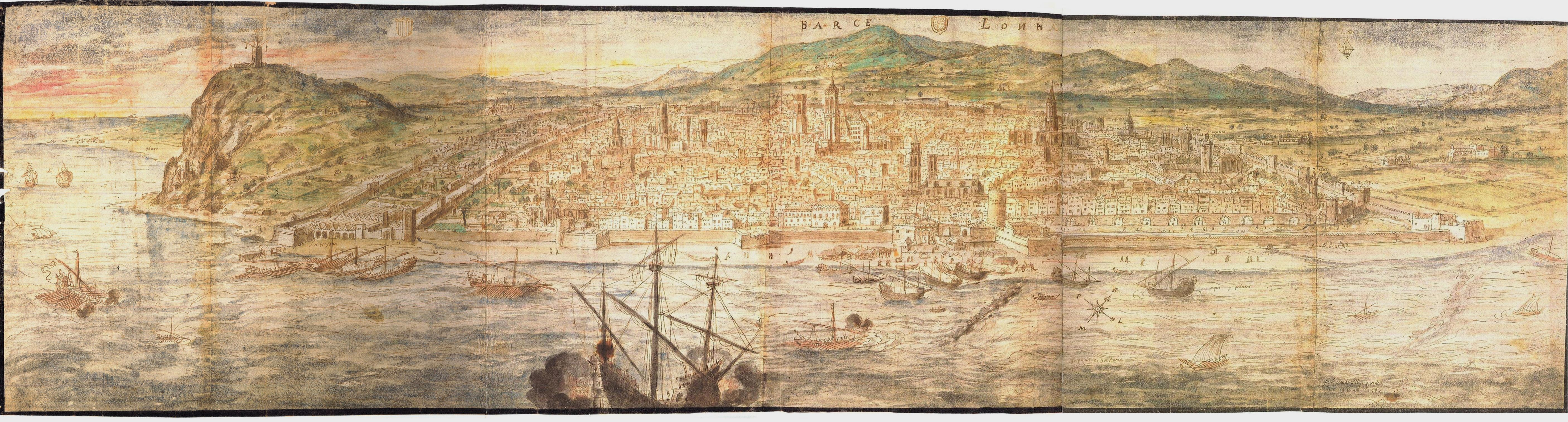
El temple de Santa Caterina destacant en un dibuix panoràmic del d'Anthonis van den Wijngaerde (entre el quart i cinquè plec, noteu per orientació la línia del carrer Montcada que puja des de la basílica de Sta. Maria del Mar). Tot i que el dibuix no està ben proporcionat segurament les proporcions entre els diversos campanars són fruit de la comparació del dibuixant

### Altar major i presbiteri
El retaule major, d'estil barroc, fou esculpit el 1688. Consistia en una taula, set grades i en sagrari encastat al fons. Pels costats es disposava un alt basament que arribava al nivell del sagrari, que tenia una porta a cada lateral, i avançava un braç per cada costat de la graderia. Sobre aquest basament es recolzaven tres grans columnes salomòniques per banda, plenes d'escultures de fulles i angelets enganxades com heura. Al centre del retaule una immensa fornícula contenia la colossal i gegantina imatge de Santa Caterina de peu recolzada sobre una mitja roda eriçada de garfis. A la part alta acabava al retaule una cornisa molt adornada, que seguia la mateixa forma del basament, i sostenia un frontó triangular amb un floró a cada costat i al centre una estàtua de la Fe. Dues estàtues que representaven les altres dues virtuts cardinals ocupaven els costats del retaule al basament sobre les portes. L'única imatge que en aquest altar era venerava era la de santa Caterina, de gran mida, rica en adorns i daurats.
Els murs laterals del presbiteri quedaven ocults a la part baixa per una caixa-banc proveïda d'elevats respatllers dividits en compartiments verticals, cadascun d'ells rematats amb un cercle, pel que apuntava mig cos d'una escultura i daurada de Sant Domènec. Sobre els respatllers i cercles s'estenia un immens llenç a l'oli a cada costat del presbiteri, un representant a Sant Domènec i l'altre a Santa Caterina. Els dos grans llums de la barana d'entrada al presbiteri penjaven, una del bec d'una monumental àguila i l'altra de la boca d'un igualment notable lleó, tots dos de bronze. Les portes dels costats del retaule donaven respectivament, la del costat de l'Evangeli a l'oratori rere de la sagristia destinada a donar gràcies després de la missa, i la de l'Epístola al passadís que conduïa de la sagristia a la capella del Santíssim.
Les capelles laterals, la del Santíssim contenia tres retaules i un armari. El retaule principal era per la veneració pública a Jesucrist crucificat. Els laterals es trobaven col·locats a la part superior de la nau de la capella. Un d'ells presentava l'Assumpció de la Mare de Déu i l'altre sant Pius V. Sota la taula d'un dels quals es guardava en una urna part del llit on dormia sant Ignasi de Loiola quan venint a Barcelona s'allotjava al convent de dominics. A la part inferior del mur de la capella i al costat de l'Evangeli adornaven la paret els indicats grans armaris, un dels quals ocultava la porta que comunicava amb el presbiteri, i per la qual acudien a donar la comunió dels frares. També hi havia en aquesta capella una taula del segle xv, que representava l'aparició de Crist a la Magdalena, pintada pel frare Pablo de Senis, religiós d'aquesta casa.

### Capella del Santíssim
La porta principal de la capella del Santíssim s'obria a la primera capella, o més propera al presbiteri, al costat de l'Epístola. Aquesta, entre l'entrada a la de la comunió i la nau del temple, tenia un retaule col·locat d'esquena al major, i al fons, o mur meridional, una de les portes d'aquest temple, l'anomenada de sant Jacint, que va donar nom al carrer, que desembocava davant d'ella. Aquesta porta acollia al timpà una bella imatge d'alabastre, de la Verge, gòtica, que he vist en un museu particular. En la mateixa capella hi havia l'altar de Sant Antoni, la imatge a finals del XIX, col·locada en un retaule de santa Marta, era de marbre blanc i d'uns 1,60 m d'alçada.

### Capella de Sant Pere Màrtir
Baixant cap a la façana, la segona capella d'aquest costat de l'Epístola al pilastró, és a dir entre la nau i el passadís que unia les capelles, i pel mateix d'esquena al presbiteri, ostentava el retaule de Sant Pere Màrtir amb la imatge tallada a mida natural, que fou traslladat al convent de beates dominiques, i al fons el del sant Domènec de Guzmán. En aquesta capella estava dipositada una espina de la corona de Crist, donació de Sant Lluís, Rei de França, la carta original, datada a París el novembre de 1262, es guardava a l'arxiu d'aquest convent. La mateixa capella guardava en un sarcòfag gòtic les restes del venerable Pere Cendra, prior d'aquesta casa, que, segons narrava el seu epitafi, va obrar miracles i va morir en olor de santedat, motiu pel qual l'orde demanava la seva canonització.
El pilastró que separava aquesta de la següent capella, sostenia el púlpit d'una sola peça de pedra treballada.

### Capella de Sant Magí
A la tercera capella, d'esquena al retaule major, s'hi recolzava el retaule del màrtir sant Magí de Tarragona (l'estàtua fou traslladada al costat del retaule de Sant Josep a l'Esperança), i al fons el de Sant Jacint. Davant del primer d'aquests retaules, en la mateixa capella, hi havia un gran llenç que representava el miracle de l'ermità sant Magí quan, per satisfer la set dels seus perseguidors, va fer amb brollar del sòl una font el bàcul. A finals del s. XIX aquest quadre era al fons de la capella de Sant Josep, de l'església dels Sants Just i Pastor. Descansava en aquesta capella, segons vaig dir a dalt, senyor Berenguer de Montcada, mort a Sevilla a 13 de novembre 1268. El seu cadàver fou traslladat a aquesta ciutat amb el de la seva muller, que estaven dipositats amb les restes dels seus fills en una urna quadrilonga, de pedra, sostinguda per dos hipogrifs, embotida en la paret de la dreta de la capella de Sant Jacint.

### Capella de la Verge del Roser
La quarta capella era dedicada a la Verge del Roser amb una imatge de mida natural, de marbre blanc, obra de Tomàs Orsolino, regalada al convent pel Papa sant Pius V. El maig de 1900 aquesta imatge ocupava altar propi en el creuer de l'església de Santa Marta. El retaule, encara plenament barroc, brillava per la prolixitat i riquesa dels seus daurats adorns, els que estenent fora dels límits d'aquell, entapissaven tota la capella fins a trobar la nau major, motivant així la manca del típic altar del pilastró. El nínxol principal acollia sota un templet amb cortinatges aquesta imatge de la Verge, la qual per sobre del marbre treballat estava vestida a l'ús del segle xviii, amb riquíssims vestits, adornats de perles i pedres precioses. Als seus costats tenia agenollats, rebent el rosari, a sant Domènec i santa Caterina de Siena, escultures de mida natural col·locades a finals del XIX a l'altar del Roser de Sant Agustí. Al vessament del mur que envoltava el retaule, hi havia set pintures representant sengles misteris del rosari, i en les dues cantonades exteriors d'aquest vessament, col·locades sobre pedestals, les estàtues de David i Salomó, així com en altres costats de la capella els deu altres patriarques de l'Antic Testament entorn del retaule i pintures seguien després les acostumades parelles d'àngels, cornises i flors pròpies del gust barroc, alternats amb llenços. Quatre d'aquests, de nou peus de longitud, que representaven misteris de la vida de Crist, procedien del pinzell d'Antoni Viladomat, així com un altre gegantí que mostrava la vinguda de l'Esperit Sant, del de Crosells, segons Ceán Bermúdez, i del mateix Viladomat segons Pi i Arimón i Fontanals del Castillo. La gran profunditat, que com totes les del seu costat tenia aquesta capella, les estàtues i llenços que l'envoltaven, i el riquíssim adorn que pentinava tots els murs i sostre, li donaven un aspecte inusitat de magnificència.

### Capella de Santa Magdalena
La cinquena capella tenia al pilastró, i d'esquena al presbiteri, l'altar de Santa Magdalena, sota la taula es guardava el sarcòfag amb els ossos del predicador Jofré de Blanes, company de sant Vicent Ferrer. Al fons de la capella l'altar de Sant Raimon de Penyafort. Aquest estava també col·locat d'esquena al major, perquè enderrocats els murs que davant de l'altar separaven aquesta capella de les ulteriors, formava ella una petita església, situada com la del Remei de la parròquia de Sant Jaume de Barcelona, és a dir, paral·lela a la nau principal. El retaule tenia cambril, des del que apuntava en el nínxol principal la imatge del sant. Després de la taula i algunes escales apareixia el magnífic i gran sarcòfag gòtic, de marbre blanc, que fou traslladat a la capella del mateix sant, a la Catedral de Barcelona, el qual contenia llavors sencer, i avui desllorigat, el seu cos. Descansava el sarcòfag sobre columnes de marbre fosc, de l'alçada d'una persona, i per entre elles els devots allargaven el braç, i amb la punta del dit tocaven al sant, mitjançant un forat practicat a la cara inferior de l'urna. El crucifix per a la missa gaudia de gran celebritat, no només per l'ivori que el formava i el seu mèrit artístic, sinó, i principalment, per haver pertangut al mateix sant i haver rebut les seves oracions, i per gaudir de les indulgències de la visita a les cinc basíliques de Roma. El mur de la mateixa capella ostentava un llenç que representava el sant confessant al rei. Aquesta petita església de Sant Raimon tenia també cor alt als peus, al qual s'entrava per una cadira del cor major, que en realitat era una porta. A aquest cor de Sant Raimon suposa Gaietà Barraquer que pertanyia una peça de Santa Caterina que guarda el Museu Municipal Arqueològic de Barcelona, que no és altra que un òrgan de caixa (portàtil) litúrgic, del segle xvii. Acuradament decorat, d'un sol teclat, compost de 19 tubs, tenia les portes pintades a uns ovals santa Cecília a la dreta i santa Caterina a l'esquerra, a més d'altres bigarrats adorns en pintures i daurats. Mariano Illa pintà la cúpula de la capella de Sant Raimon.
A la mateixa cinquena capella del temple, en el pilastró on es recolzava el retaule de Santa Magdalena, ja que contra d'aquest altar, i pel mateix davant la capella de Sant Raimon, a la nau central, hi havia a terra una obertura i al seu costat una gran llosa de marbre amb la figura de cos sencer de Sant Raimon estès sobre ella, tot protegit per una reixa de ferro que recorria els quatre costats del seu entorn. La pedra ocultava la foia on primitivament va descansar el cadàver del sant. L'obertura romania tancada tot l'any excepte el dia de la festivitat del sant quan s'obria i la cavitat era il·luminada amb un llum. Explicaven els religiosos que d'ella s'extreia gran quantitat de terra anualment per satisfer la pietat dels fidels, capaç d'omplir quatre o sis barrils, però que mai es va veure baixar el nivell del seu sòl. La llosa fou traslladada sota la taula de l'altar de la capella del mateix sant de la Catedral de Barcelona.

### Capella de Sant Domènec
La sisena capella sostenia al pilastró el retaule de Sant Domènec a Soriano, la imatge, guardada en temps de Barraquer a Santa Marta, consistia en un llenç de 2x1,50 metres, que presentava la Mare de Déu lliurant a Soriano a un llec dominic un retrat en pintura de sant Domènec. Al fons de la capella, i pel mateix a mitjan mur lateral de la petita església de Sant Raimon, hi havia l'altar de santa Caterina de Siena.

### Capella dels Sants Apòstols
La capella setena del costat de l'Epístola, és a dir la contigua a la façana del temple, al pilastró tenia segons uns el retaule dels Sants Apòstols, segons altres res. Al fons, i pel mateix en els peus de la petita església de Sant Raimon, el de Sant Telm. A més en el mur interior de la façana s'obria allà una porta que sortia a la capella exterior de la Mare de Déu de Gràcia, o de les Gràcies. Prop d'aquesta porta, adherit a la cara interior del frontis del temple, hi havia el retaule xorigueresc, però daurat, del Sant Sepulcre a Santa Maria.

### Capella de Sant Daniel
Del costat de l'Evangeli (nord) En aquest pas trobem Coti les dues règies piles de l'aigua beneïda, aïllades, de marbre blanc sostingudes per sengles angelots, nus, esculpits en la mateixa pedra, que foren traslladats a Sant Miquel de la Barceloneta. A la primera capella d'aquest costat, o sigui l'arrambada a la façana del temple, es venerava a Sant Daniel, imatge col·locada al costat de l'Evangeli de l'altar de Sant Josep a l'església de l'Esperança. El retaule, renaixentista, fou traslladat a Santa Marta i acull a la Verge del Roser. Al pilastró aquesta capella el mateix que les tres següents no tenien retaule.

### Capella de Sant Tomàs d'Aquino
El de Sant Tomàs d'Aquino ocupava el fons de la segona capella, els murs estaven entapissats d'adorns i escultures daurades fins a trobar la nau central. A més hi ha tres notables sarcòfags o urnes gòtiques, proveïdes totes dels seus laudes, i dos més de dues figures de bisbes esgrafiades en el seu front. A més d'aquelles, un llenç a l'oli, col·locat sobre cadascuna d'elles, explicava el nom i mèrits dels tres difunts religiosos: Guillem de Barbera, Berenguer de Castellbisbal (bisbe de Girona) i Bernat de Mur (bisbe de Vic)

### Capella de Sant Vicent Ferrer
El fons de la tercera capella estava ocupat pel retaule de Sant Vicent Ferrer, amb els murs entapissats d'adorns. En un reduït magatzem de l'església de Sant Agustí d'aquesta ciutat, el gener de 1892 hi havia l'escultura, de mida natural, del titular d'aquest retaule, que representava al sant amb el braç aixecat en posat de predicar.

### Capella de Sant Antoní
En el fons de la quarta capella hi havia el retaule de Sant Antoní. Al fons de la cinquena capella hi havia la porta de Sant Jaume, que donava pas al claustre, i al pilastró l'altar de Santa Rosa. Al sostre acollia una tribuna gairebé al capdavant de l'altar del Roser, en què els coristes i novicis cantaven cada dia una salve, perquè la seva almoina procedia d'una renda fundada, donada al convent per comprar el sabó de rentar dels hàbits, amb la imposició del deure de cantar aquesta salve. A la sisena capella la base del campanar, que venia adherit al pilastró inferior, entre el passadís i la nau, li prenia gairebé la meitat de la seva amplada, així com disminuïa altra gran part de la seva alçada l'orgue, considerat un dels tres millors orgues de Barcelona, juntament amb el de la Catedral, el de Santa Maria del Mar. S'arribava a ell per l'escala principal del convent, i des d'aquest es pujava al campanar per una altra de caragol, de pedra, que arribava al terrat, i d'allí al cim d'aquesta torre per altres intricades de fusta.
Al pilastró superior de la sisena capella i d'esquena al presbiteri, hi havia el retaule i imatge de la Mare de Déu de Montserrat, coneguts allà per l'altar de la Bona Sort, que donava nom a la capella.
La setena i última capella contenia l'altar de Sant Martí, col·locat d'esquena al major, al mur que hi havia entre el presbiteri i la porta que de la capella conduïa a la sagristia.

### Sagristia
Per la porta de la capella de Sant Martí, o de la Santa Espina, o bé per la del presbiteri, costat de l'Evangeli, s'entra a la sagristia. Al costat septentrional del presbiteri hi havia la sagristia de planta quadrada de 9,79 m. de costat, amb un sostre de volta a cel ras amb coberta d'estructura de fusta, rebia llum per unes finestres col·locades en les arrencades de les voltes. L'envoltaven per tres dels seus costats les acostumades i sumptuoses calaixeres amb armari, de fusta tallada obscura, amb l'aparador del crucifix al centre d'un dels costats. A l'oest substituïen a la còmoda dos grans armaris, un dels quals guardava penjats induments sagrats, i l'altre, col·locats en graderia, adorns de l'altar, entre els quals es veien altes imatges, que abans de la irrupció napoleònica eren de plata. Lluïa al centre de la peça una gran i bella taula amb sobre de marbre de colors, destinada als induments de la missa cantada. Per testimoni de Pi i Arimon es constata l'existència d'una pintura sobre fusta, de la Mare de Déu amb el Nen Jesús, de Ticià, ja perduda a finals del segle xix.
Les calaixeres i armaris atresoraven gran multitud de sagrats induments, i en especial de capes pluvials precioses, de tal manera que es considerava a aquesta sagristia com la primera de totes les de Barcelona després de la de la Catedral. Encara el 1900 quedaven custodiats en poder d'unes monges un tern de plata amb flors d'or teixides, un altre tern encarnat brodat d'or, una casulla de plata amb flors teixides, una altra igual al tern encarnat, dues més de fil de plata, una altra amb flors de color, una altra de domàs, una altra de ras amb flors d'or brodades, una altra encarnada de fil d'or, i altres diverses llises, una casulla de teixit de plata amb profusió de brodats d'or, plata i sedes de colors, que es deia ser regalada per Papa Benet XIII.
Igualment abundaven allà relíquies, bé que algunes estaven en els seus respectius altars. Entre elles un llibre de pergamí que conté el «llibre IV de les Sentències», escrit de mà de sant Tomàs d'Aquino sembla que perdut durant els avalots del 1835.
També hi havia el gallardet, o penó principal, de l'armada de Don Joan d'Àustria la batalla de Lepant (1571), i quatre banderoles de la mateixa procedència que tenien dibuixada la Verge del Roser. Des de la sagristia dirigint-se per darrere de l'absis a la capella del Santíssim, estaven en un oratori amb sagrari, on els religiosos es recollien a donar gràcies finida la missa, i en un dels costats un armari guardava els nombrosos vasos sagrats del servei d'aquest temple. Al costat de la sagristia en el costat oposat al temple hi havia el rentamans, en els murs hi havia pintat en rajoles l'acte en què Jaume I entregava al prior el diploma de donació de l'aigua del convent. Des d'aquesta sala se sortia a un pati anomenat del pou de Sant Domènec, el qual limitava a l'est amb el c. de Giralt Pellisser, pel sud amb la sagristia i a l'oest amb el convent i l'aula capitular. Prenia el seu nom del cèlebre pou, que tenia en la seva àrea, i l'aigua es beneïa i regalava el dia de Sant Domènec. El pou tenia la seva politja i un càntir de coure.

### Claustre gòtic

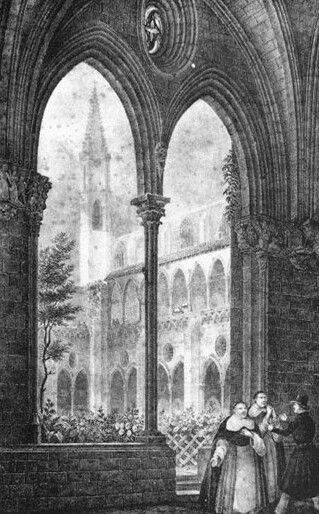
Vista del claustre per Francesc Xavier Parcerisa, 1839.

Al claustre d'estil gòtic flamíger s'accedia per l'escala principal adherida al temple a esquena de la capella de la Bona Sort. A la part de sota, és a dir, darrere de les cinc capelles inferiors del costat nord de l'església, i tocant a aquest temple. Aquest claustre era rectangular, format per cinc grans arcs a cada costat, i quatre en els menors, els que s'assentaven sobre uns robustos pilars. Cadascun dels arcs se subdividia en dos, que estaven recolzats per unes columnetes de marbre molt primes, d'una sola peça, que estaven adornades amb bases i capitells de marbre blanc ricament treballats. Els costats majors de l'expressat rectangle tenien 28,76 m. de longitud, i els menors 133 (25,85 metres). L'amplària del seu pòrtic era de 3,88 m. i estava cobert amb unes voltes d'aresta (ogivals amb nervis o aristons i claus), que es recolzaven en els arcs grans. Don Pau Piferrer gradua aquest claustre de «elegantíssima mostra del gust i puresa de l'art gòtic», i afegeix: «Certament, mentre subsistir, no va tenir a Barcelona rival que l'igualés en l'airós, esvelt i delicat». Fou construït amb les donacions que deixà Berenguer de Montcada. Pi i Arimon, basant-se en la data d'alguns epitafis de les tombes del seu paviment i en la d'alguns sarcòfags, creu «que estava ja conclosa la seva fàbrica a principis del segle XIV», opinió equivocada, ja que en aquest temps no havia encara aparegut l'ogival flamíger, així que els epitafis, amb data d'època anterior, serien trasllats, segons el costum llavors regnant, als claustres nous les lloses i sarcòfags antics. Tots els seus murs estaven formats de polits carreus de pedra. Cadascun dels seus arcs ogivals contenia dins seu, dos menors sostinguts per una columneta de marbre de secció quadrilobada, i l'espai comprès entre l'arc major i els dos menors adornava una rosassa amb calats. Tant aquests arcs com els transversals de la volta de les galeries recolzaven sobre un capitell corregut, o fris, historiat amb nombroses figures. Per la part alta de l'exterior, és a dir de la que donava al pati del mateix claustre, el mur acabava, a manera de fistó, en una filera d'arquets ogivals trilobats encegats. A més hi havia una font que contínuament rajava. A l'angle sud del seu pati hi havia un pou, accessible a tot el veïnat; i hi havien plantats tarongers i rosers alineats.
El pis alt d'aquest claustre no tenia galeria en tres dels seus costats, posseint només en el meridional, és a dir a l'adherit al temple, on servia de pas cobert per comunicar amb el cor. La formaven 14 arquets també ogivals i columnetes així La seva tasca és del segle xiii, o molt pròxima a ell. Aquestes columnes octogonals, altes només cinc pams (1 metre), van servir abans d'adorn en el cor, que era al pis (en el pla) de l'església, construït cap a l'any 1270, d'on les va traslladar al lloc actual el mestre Fr. Jaume Ferran, Prior en 1550, per cobrir el trànsit al cor, que quatre anys abans havia construït en alt en la testera (als peus) de l'església el Prior Fr. Pere Màrtir Coma, Bisbe d'Elna. En un d'aquests capitells (de les columnetes de la galeria alta) s'hi representava en relleu sant Raimon sobre el mar, sostenint amb el bàcul la punta de la capa que li serveix de vela quan miraculosament vingué de Mallorca a Barcelona per sobre les aigües.
A la part baixa de les galeries de l'est hi havia sarcòfags als seus murs, alguns d'ells traslladats al Museu provincial d'antiguitats de Barcelona, com el de Guillermo de Torre, noble soldat, que va morir el 1298, el de «madona Romia samnntada é de madona Constança de coll» i el de Geralda de Montcada, finada el 1310, entre d'altres. Al mateix claustre hi havia tres sepulcres de marbre blanc en què jeien les despulles d'altres persones reials. En un d'ells, ornamentat amb figures ploroses, descansava el cos del primogènit del Comte d'Empúries Ramon Berenguer I d'Empúries que morí jove, en una urna amb la tapa decorada amb una estàtua amb vestit infantil. Segons Villanueva aquesta urna datava del segle xiv. Les dues restants tenien esculpides figures a mida natural que representaven dones esteses amb corona al cap, i eren l'un de Maria Álvarez, filla natural de Jaume II d'Aragó i esposa del Comte d'Empúries, i l'altra de Donya Blanca, també filla natural d'aquest rei.
A les parets, a més de les esmentades urnes sepulcrals, adornaven els retrats a l'oli i amb marc dels nombrosos dominics que havien estat cardenals, i al peu de cada retrat s'hi ressenyaven algunes notícies biogràfiques del retratat.

### Segon claustre
Adherit al costat septentrional del primer claustre, del qual se separava per una paret, s'estenia un segon, les cares oest i est eren continuació de les de la mateixa direcció del primer, amb dimensions similars al primer. Els seus arcs de pedra eren de mig punt, les seves galeries més baixes que les de l'anterior, pràcticament sense adornar i només tenia edificades les galeries d'est i sud, bé que amb el mateix nombre de quatre i cinc arcs respectivament que el primer claustre. El seu pati era plantat de tarongers i les seves parets nombrosos llenços amb els seus marcs que representaven els beats i sants de l'Orde, hi havia tombes al paviment.

### Campanar
El bell aspecte d'aquest claustre venia harmònicament completat a la part superior del mur del temple que amb els seus finestrals calats i contraforts sobresortia al seu costat meridional, però sobretot per l'aeri campanar que s'aixecava a l'angle est, i dominava tota la casa i s'albirava tota la ciutat. La seva base, o secció, descrivia un octàgon no del tot regular. Per sobre del nivell del sostre del temple comptava encara dos pisos alts elevadíssim sostre i un capitell, el que li donava una alçada total d'uns 39 m. Quatre finestrals ogivals oberts en cares alternats del polígon donaven llum i aire al primer pis alt, i altres quatre en les intermèdies al segon. En l'àmbit de les primeres finestres, és a dir de les de primer pis, hi havia les campanes, una de les quals, que duia la data de 1637, fou traslladada a la basílica de la Mercè. El campanar era rematat per una corona de merlets que recorria tota la vora de les vuit cares, i un elevat capitell, o piràmide de base igual a la del campanar, les arestes adornades de dents de serra, i la cúspide d'una molt gran asta de ferro amb un penell. Cadascuna de les dents de serra era un conill. Els polits carreus de pedra que formaven aquest campanar, la relativament curta amplada de la seva secció, unida a la molt llarga alçada i la gràcia de les seves línies i capitell, li conferien esveltesa. Per indicar la seva elevació, hi ha referència que el campanar de Santa Caterina es veia des d'Ordal.

### Convent
El convent tenia més dos pisos essent el sostre del segon pis molt baix. La gran ala de l'edifici que partint de l'escala de costat del temple, arribava a l'hort, formant el costat oriental de tots dos claustres, estava en el seu primer pis alt travessada pel seu centre per un ample corredor, que feia d'eix. La seva entrada donava a l'escala, i el balcó del seu extrem oposat a l'hort, tenint a ambdós costats cel·les, de les quals les de l'est rebien llum i aire pels patis del pou de Sant Domènec, del noviciat i de la cuina, i la d'Occident pels claustres. L'ala que, contigua a l'horta, creuava perpendicularment en el seu extrem nord a la indicada, tenia igualment el seu corredor dotat de cel, que miraven a l'hort. Penetrant per la porta de l'escala de costat del temple al corredor en primer lloc esmentat, es trobava abans de res el noviciat, és a dir les cel·les de primer pis habitades pels novicis, esteses des de l'escala fins davant el c. de Gombau, i després el constat, incomunicat amb el noviciat, i amb escala procedent del de profundis.
La segona ala contenia en la part oest cel·les de frares que donaven a l'hort, i travessat l'encreuament amb el corredor de la primera ala, hi havia la cel·la prioral, la infermeria, i la biblioteca col·locada allí provisionalment. Quan la comunitat es reunia en capítol ho feia a la sala prioral, pel que hi havia nombroses cadires de baqueta, amb respatllers adornats d'imatges de fundadors i sants. En la seva meitat oriental d'aquesta ala de l'edifici s'avançava un tros dins de l'hort, formant un revolt i un angle recte sortint: La cel·la d'aquest angle havia albergat a Sant Vicent Ferrer. Els corredors eren amples i amb volta moderna, i les cel·les, encara que no gaire grans, tenien sala i alcova amb il·luminades.
A l'angle nord del segon claustre hi havia una altra escala, que conduïa als pisos superiors, i a més seguint des d'aquest claustre cap a muntanya, i mitjançant un corredor curt que venia a perllongar la seva galeria oriental, se sortia a l'hort, de manera que des de la porta de Sant Jaume, en línia recta, es passava del temple a l'horta, recorrent les galeries orientals dels dos claustres. Al primer claustre, l'entrada no estava negada a les dones, però sí en aquest, inclòs ja en la clausura monacal. En entrar en aquest segon claustre, venint de l'altre per l'única porta que els unia, hi havia a mà dreta la porta del De profundis. Al fons d'aquesta, hi havia, dues portes al mur de davant, la de la dreta, i la de les dependències de la cuina a l'esquerra, mentre en el mur de l'esquerra se li obria la dels dos refectoris, un a continuació de l'altre: El de menjars de peix, i el de carn. Aquestes estances eren voltades, tot i que no gòtiques, àdhuc adornades amb nombrosos llenços a l'oli, bastant grans, que representaven frares envoltats de lemes. Aquestes estances, com la capitular, rebien llum del claustre mitjançant finestres obertes sobre a nivell del sostre de la seva galeria.
De l'altre costat dels refectoris, és a dir al seu est, queia la cuina de planta quadrada, les seves dependències i el seu pati, que venia a ser a l'actual unió del c. de Giralt Pellisser amb la d'Álvarez; de manera que procedint de la de Colomines, i caminant per la de Giralt, hi havia a l'esquerra mà les següents peces: L'absis del temple, la sagristia, el pati del pou de Sant Domènec, el del noviciat i el de la cuina, patis interposats entre l'ala del convent i el carrer. I com el c. d'Álvarez no existia, el transeünt, en acabar el de Giralt, topava amb el revolt del convent cap al c. de Gombau (lloc on hi havia la porta del patí de la cuina). En la mateixa, prop del convent, davant d'aquest últim carrer, un nínxol elevat acollia una imatge de la Verge del Roser, i una parra de l'interior del pati, que introduint-se per un forat de la tanca, sortia al carrer i envoltava aquesta capelleta, pel que la imatge va prendre el nom popular de la Verge de la Parra.
Per darrere de les primeres cases del c. de Gombau s'estenia cap a l'est un braç del convent, els baixos ocupaven primer l'espaiós dipòsit de latrines i després una altra peça pas per a la tercera, que era el magatzem de fusta o fusteria.
El costat oest del claustre, és a dir el proper al c. de les Freixures, tenia prop del temple aquesta porta, i a més una altra a l'extrem oposat. El meridional, és a dir l'adherit al temple, tenia només la porta de Sant Jaume que comunicava amb l'interior de l'església a la capella de Santa Rosa. La de l'est, és a dir la més propera al c. de Giralt Pellisser, tenia prop del temple la que conduïa a l'escala i sagristia, i a l'extrem oposat la de la sala capitular o capella de la Bona Mort. I finalment, la nord o del costat de muntanya tenia prop de l'anterior la porta de comunicació amb el segon claustre.
La sala capitular s'estenia al llarg de gairebé tota l'amplada del primer claustre, de l'altre costat del seu mur de l'est, de manera que la seva longitud de nord a sud era la mateixa del dit costat, tret només el curt terreny ocupat per l'escala indicada. Mesurava 21,50 m. de longitud per 10,25 d'amplada. Constituïa una capella ogival, de pedra, amb voltes igualment ogivals, dividides en quatre compartiments creuats dels seus arcs amb claus. L'altura de les quals superava en molt la de les galeries del claustre, ja que per sobre del sostre d'aquestes s'obrien les finestres que donaven il·luminaven la sala. El seu paviment no tenia tombes.
En aquesta sala hi havia instal·lada la Congregació de la Bona Mort, on celebrava tots els dilluns els seus exercicis. Aquesta congregació, fundada el 1700 a la capella de Sant Joan del convent d'agustins calçats, a la Ribera. A l'enderroc d'aquest cenobi va ser traslladada a Santa Caterina, i després del 1835 successivament a les esglésies de Santa Clara i Sant Felip Neri.

### Hort
El costat nord del convent, de cara a muntanya, formava una ala molt llarga, que arribava, fins al c. de les Freixures. La planta baixa d'aquesta ala l'ocupaven magatzems de la casa. Als seus peus s'estenia un hort, que abastava des dels jardinets o patis posteriors de les cases de la Baixa de Sant Pere, fins al convent, la línia septentrional arrencava de front l'angle format pel c. de Tragí i la de Freixures. Davant del c. de Tragí hi havia una font pública, encara en servei el 1900. Al seu costat septentrional del convent, s'obria la porta del c. Tragí, formada per un arc rodó modern, que directament donava accés directe a l'hort. Aquest hort pel costat de nord-est limitava amb part de la tanca del darrere d'una casa de la Baixa de Sant Pere. Aquest mur estava decorat amb merlets, testimoni del títol Reial de què gaudia el convent.
Aquest hort gaudia d'aigua fresca des que Jaume I li concedí un ramal de provisió procedent del Rec Comtal, aigua que, a més de l'horta, assortia la cuina i els refectoris. A l'hort hi havia un safareig al costat la tanca que la separava d'una casa de la Baixa de Sant Pere. Així mateix hi havia una sínia. A més pels anys de 1830 / 1831 el convent va adquirir algunes plomes del de Montcada, i l'Ajuntament, en recompensa d'haver consentit dels frares el 1830 en la construcció de la font pública del c. de les Freixures enclavada al marc del convent, que sembla era el límit de d'edifici del convent del qual formaria part. Al costat del safareig, i al seu est, hi havia un parral adherit a la tanca, així com un senzill cobert prestava abric a les eines i fruits recollits i una reduïda quadra a les bèsties de conreu.
Pel costat oest el convent va tenir en el segle xix dos límits diferents. En els primers lustres arribava fins al c. de Tragí, amb el cap de carrer nord encaixava l'extrem sud de la de Freixures, acabant pel mateix aquesta davant la font. L'àmplia ala de l'edifici compresa entre els claustres i la del c. de Tragí contenia la porteria, el forn, la cuina, els refectoris, la farmàcia i altres dependències a la planta baixa, la infermeria, l'hospici de l'Orde, és a dir les habitacions destinades als frares transeünts d'altres províncies, l'acadèmia, la biblioteca pública i potser altres dependències.
El 1823 durant el Trienni Liberal es derrocà aquesta ala de l'edifici per a obrir-hi una plaça pública, de manera que l'entrada als claustres va quedar oberta als transeünts. Finalitzat aquest període del regnat de Ferran VII, i restituïts als frares els seus terrenys, aquests van consentir l'obertura de la prolongació meridional del c. de les Freixures, i llavors el convent va donar a cens els solars limitats per aquesta prolongació i el c. de Tragí mitjançant el pagament d'una pensió anual, i va procedir a l'edificació de l'ala del convent que quedava entre els claustres i aquesta prolongació que, com tots els carrers que envoltaven al convent, era força estret, no sobrepassant uns 3,70 m. A la part baixa d'aquesta ala es construïren onze botigues amb entresòl, cadascuna d'elles dotada d'una porta amb una finestra a cada costat. A la veïna a la font col·locaren el forn amb comunicació interior amb el claustre per al pas del pa, mentre en l'extrem meridional va posar-s'hi la porteria, i potser en la part veïna al claustre alguna altra dependència. Al pis alt s'hi van disposar immenses sales dotades de grans finestres, destinades a la biblioteca pública. El 1835 va sorprendre aquesta obra sense acabar, però tan avançada, que el forn i botigues estaven ja habitades, i construïts els grans salons de la biblioteca.

### Biblioteca
Aquest convent disposava d'un ric arxiu, proveït de nombrosos i ordenats documents. Algunes restes d'aquest arxiu encara es conservaven a principis del segle xx a la parròquia de Sant Agustí de Barcelona, i altres a la Biblioteca provincial universitària de Barcelona. Entre ells el Lumen Domus, format per tres grans volums que contenen la història detalladíssima del convent des de 1219 a 1803, i altres notícies no referents a ell.
Al departament dit Arxiu dels Regulars es custodiaven els papers que a les cases religioses en comú es referien, privilegi o distinció deguda a la major antiguitat de Santa Caterina sobre les altres de la ciutat. La comunitat designava un sacerdot per arxiver, el qual el 1835 es deia Domingo Vila. El lloc de l'edifici on s'albergava l'arxiu estava en els seus últims temps pròxim a la biblioteca, és a dir al braç de convent proper als carrers de la Claveguera i de Tarrós.
Al principi es trobava la biblioteca, al cos d'edifici que donava als carrers de Freixures i Tragí. En l'enderrocament patit per aquesta ala d'edifici el 1823 va ser traslladada al braç oriental que s'allargava cap als carrers de Tarrós i Claveguera, on mitjançant l'enderrocament dels envans de diverses cel·les del primer pis s'hi disposà un esplaiat saló i dependències, local que interinament havia d'ocupar fins a la conclusió del nou a l'ala del carrer de les Freixures.
Un manuscrit del segle xviii afirma que la biblioteca comprenia més de 15.000 volums, que anà creient fins als 22.000 volums, incloent-hi diversos mapes geogràfics i manuscrits.
Entre aquests destacaven gran col·lecció de concilis de Labbe, la «Crònica de Catalunya» de Pere Miquel Carbonell, impresa amb caràcters gòtics en 1547, diversos toms de Flórez. Dels manuscrits, el «Magister Franciscus Victoria ordinis Praedicatornm in 1 parte D. Thomae commentaria»; la Postilla litteralis Fr. Nicolai Eymerici super Lucam; dotze Postillae en folisdel mateix autor sobre llibres sagrats; titulats el primer «Memorias del succehit desdel añ 1608 al 1626»; el segon, «Memorias del succehit desdel añ 1626 al 1631 inclusive», els quatre següents són memòries de l'esdevingut a les Filipines entre 1680 i 1697, el següent es titula: «Memorias ó memorials pertañents al St Tribunal de la Santa Inquisició»; un altre «Memorias desdel Any 1675 fins á 1700 inclusive, de cosas pertañents á nostra sagrada Religió», i els quatre restants refereixen a fets religiosos dels mateixos anys. També hi ha referència d'un llibre autògraf de Sant Ramon de Penyafort.
Un quadern en deu taules astronòmico-geogràfiques, que comprenia tot el continent d'Amèrica i Àfrica. De Francesc Eiximenis hi havia el Vita Christi, i el «Llibre de les dones», manuscrits del segle xv. Un còdex manuscrit en pergamí de l'any 1351 on després de la llegenda de Sant Tomàs d'Aquino, segueix una altra amb aquest títol: «Hic sunt aliqua breviter collecta de sancta vita et miraculis Fr. Raymundi de Pennaforti»; dos còdexs manuscrits en àrab, un d'ells probablement un Alcorà. Un còdex en grec probablement una col·lecció de les actes del Concili de Constantinoble III de l'any 680, copiades en paper, al segle xvi. Nombrosos volums així com la presència d'una secció dedicada als llibres prohibits per la Inquisició. Per tot això gaudia la fama de ser la millor de Barcelona. Els seus llibres tenien les seves vores gravades amb foc la insígnia de santa Caterina, és a dir, una roda de turment, truncada i proveïda de garfis en la seva circumferència, a més del rètol inscrit a la portada d'alguns. El convent destinava a la cura de la biblioteca un pare i un llec, els quals, tres hores al matí i tres a la tarda, proporcionaven als estudiosos els llibres desitjats, paper i tinta.

## Comunitat i activitats
L'organització de l'Orde era gairebé idèntica a la dels franciscans. A tota regeix un general, bé que a Espanya, ben bé des de la butlla Inter graviores de Pius VII, donada a petició de Carles IV d'Espanya en 15 de maig de 1804, el Superior General era espanyol. A la província governava un provincial, i a les cases un prior. El càrrec de Superior General durava sis anys, i procedia de nomenament del Capítol general, el del provincial durava quatre anys i venia de nomenament del capítol provincial, i el de prior durava tres anys, i procedia d'elecció de la comunitat dels convents, i de nomenament del pare provincial a les residències o convents menuts. El General venia assessorat per la junta dels anomenats "socis del General", dels que hi havia un per cada província, i els ex generals, el provincial per la dels pares de província, és a dir ex provincials, mestres en teologia i predicadors generals, i el prior pel seu consell nomenat pel provincial. El capítol general es reunia cada tres anys, i el provincial cada quatre, bé que als dos es conjuminava un intermedi per tractar els assumptes urgents. En finir del segle xix, que pel que fa a corporacions regulars historiogràfica, el càrrec de Superior General espanyol havia desaparegut, i l'únic que existia durava dotze anys. El 1871 es va reunir a Gant Capítol general, el qual va revisar totes les constitucions de l'Orde, i reduint-les a un cos de lleis ben disposat i unificat, va formar amb elles un codi.
Segons la seva regla, el dominic menja de vigília tot l'any, bé que aquesta observança admet nombroses dispenses, i dejuna des del 14 de setembre fins a Pasqua de Resurrecció, tots els divendres de l'any, i en les vigílies d'alguns sants. Així mateix seguien també els vots del silenci, estrictament, i de pobresa, tot i que alguns rebien petites quantitats per a comprar coses fora del convent amb el permís del prior.
Els religiosos de Santa Caterina gaudien de l'afecte que els professava el veïnat, essent segons la tradició local que els dominics més famosos procedien de famílies del barri. Aquest afecte i entusiasme es manifestà de forma clara quan la nit de Sant Jaume de 1835, presa la ciutat dels avalats revolucionaris, els veïns de Santa Caterina, a risc propi acudiren al socors del convent i espantar els incendiaris, fins que arribà la força pública.
S'hi havien celebrat capítols provincials i alguns dels generals, de manera que en l'Orde merèixer el títol de convent capital.
Segueix la llista dels provincials que en el primer terç del segle xix van regir la província regular dominicana d'Aragó, de la qual formaven part els convents de Catalunya. En 1803 va ser nomenat el Pare Mestre Manuel de Casanova. El 1807 el Pare Mestre Vicent Llaconaz. En 1815 el Pare Mestre Pere Olives. En 1819 el Pare Mestre Domingo Comerma. El seu successor va ser el Pare Mestre Gundisalvo Ferragut. Va seguir el Pare Mestre Josep Casaurran. I finalment el Pare Mestre Pere Barri, que va veure la terrible exclaustració de 1835.
Els primers anys de religió del dominic estaven subjectes a un extrem rigor. El novici, dedicat a continus exercicis espirituals, mai passava la llinda de la casa. Sortit del noviciat el jove, i emesa la seva professió, entrava al coristado del mateix convent, on cursava filosofia, llocs teològics, teologia, moral i Sagrada Escriptura, assumint el títol de lector, dignitat equivalent al doctorat, advertint que en cap convent ni col·legi de Catalunya es conferia aquesta més que a Santa Caterina, on pel mateix havien d'acudir els frares de tot el Principat que la desitgessin. Tenia diàriament dues meditacions, la missa conventual i la pregària al cor amb la comunitat, dues classes, una acadèmia, anomenada comunament circumferència, que consistia en dissertació i arguments, i dos passeigs de mitja hora cadascun pel segon claustre, durant els quals, sota la vigilància del lector, s'argumentava sobre la lliçó del dia. En canvi l'esbarjo escassejava, reduït només a una estona després de dinar i un altre després del sopar. Es deia al corista que el càrrec del dominic era praedicare aut docere (predicar o ensenyar), i així que havia habilitat per exercir dignament, i es castigava amb rigor a qui refusava doblegar de bona voluntat al jou del continu treball. El corista no podia sortir del convent més que la tarda de dijous, sempre que no fos advent o quaresma.
L'únic avantatge que gaudia el corista estudiant era la dispensa de menjar de vigília en els dies no manats per l'Església. Amb aquests principis, amb els càrrecs de predicar i ensenyar, amb la tradició d'estudi que regnava en l'Orde, i amb la contínua emulació d'uns amb altres frares, els dominics eren savis, que gaudien de fama davant del poble il·lustrat. El que fou Bisbe de Vic, Torras i Bages, en «La tradició catalana» diu que els dominics van brillar resplendentment al nostre sòl, i van formar el geni pensador i pràctic del català.
Les imatges de Sant Tomàs, i la restauració moderna d'algunes comunitats religioses, posen a la vista de tothom quin sigui l'hàbit dominic. Consisteix en túnica cenyida amb una corretja, escapulari i capella, els tres de llana blanca, capa negra amb capella superior també negra, serrell, i barret negre.
A finals del XIX a Santa Caterina cada tarda es resava el rosari, de gran devoció popular, i els dies festius es cantava. Alguns veïns, li resaven en família a la capella de la Verge del Roser d'aquesta església. Tots els dissabtes al vespre, sortien els frares dominics del seu convent cantant el rosari, els misteris s'explicaven a la plaça a la llum d'uns fanals que portaven els escolanets a la punta d'un bastó. Rar era el dia festiu que no tingués a la tarda la seva corresponent processó. El primer diumenge del mes se celebrava la de la confraria del Roser.
La processó de corpus se celebrava aquest convent el diumenge després de corpus, i en el dia de la vuitena la repetia pel claustre i pati. Però la processó notable per la seva singularitat era la vulgarment anomenada dels enamorats, és a dir del matí del diumenge de Pasqua de Resurrecció. A les sis d'ella la comunitat cantava hores, i acabades, un noi vestit d'àngel cantava al presbiteri l'antífona Resurrexit pròpia del dia. Després el mateix noi la repetia a la trona com si anunciés al poble la nova del triomf de Crist, i de seguida sortien del temple dues processons, una per la porta del claustre anomenada de Sant Jaume, i hi era portat per mans del prior el santíssim, mentre una altra, amb la Verge vestida de blanc, passava de la porta principal al claustre travessant la porteria. Sense penetrar en el segon claustre, les dues processons es trobaven en el primer, i en efectuar el nen-àngel, que anava unit a la primera, entonava novament el Resurrexit, i després, ajuntades en una les dues processons, tornaven al temple pel pati i porta principal.
Molts i solemníssims cultes se celebraven a Santa Caterina, el dia de Sant Tomàs d'Aquino, amb una processó a la qual assistien els alumnes del seminari de Barcelona. Amb motiu de la festivitat del sant, l'Acadèmia de Sant Tomàs, que tenia la seu en el convent, celebrava certàmens literaris que tingueren especial relleu en els segles xvii i xviii.
Així mateix cridaven l'atenció els actes del dia del de Penyafort (7 de gener), copatró de la ciutat. Es feia una processó al matí, on assistien els representants de l'Ajuntament de Barcelona, que anava de la Catedral fins a l'Església de Santa Caterina on es feia ofici i sermó. En aquesta processó duien el penó del sant el regidor més antic i els dos senyors més antics, i les sis vares del pal·li els sis regidors més moderns, i els altres senyors amb el que presideix, darrere del Gremial amb espelmes enceses. El sant vestia de canonge i durant la funció quedava al presbiteri.
Fora de l'orde religiós se servia la sopa als pobres, es disposava d'una biblioteca, segons a més de l'escola pública i gratuïta sostinguda pel convent.
El 1835 la comunitat de Santa Caterina constava de 70 frares entre sacerdots, coristes, és a dir professos no sacerdots, i llecs, i a més el mateix convent albergava el noviciat. Els coristes sumaven 24. Els confessionaris a Santa Caterina eren nombrosos i ben servits, i els malalts de la ciutat assíduament assistits en les seves necessitats espirituals pels dominics. Dos dominics destinats pel prior servien de vicaris al Sant Hospital. l'any 1821 se secularitzaren de 30 a 40 dominics.
Al seu torn en la festivitat del Patriarca de Guzmán celebraven els divins oficis a Santa Caterina frares Franciscans.

## Dominis
A banda de les mateixes instal·lacions conventuals la comunitat de Santa Caterina posseïa diverses cases de la rodalia als carrers de Gombau, de Vidal, Colomines, Sant Jacint, Giralt Pellisser, Freixures. Un cop exclaustrat aquestes cases, que l'església tenia en arrendament, sembla que passaren ràpidament a mans de privats que seguiren amb l'arrendament però que apujaren significativament el lloguer.
A més posseïa arrendades unes cases del c. d'Argenter.
Al sud de la muntanya de Sant Pere Màrtir, sobre el monestir de Pedralbes, posseïen la torre o casa d'esbarjo del convent, anomenada de Santa Caterina o del Lleó, composta d'una casa de conreu amb terres d'horta amb una superfície d'una mujada i una mundina (~mitja hectàrea) de les quals tres mundines (~918m²) eren tancades. Hi havia també un aljub i una mina que acabava en un lleó de pedra, de la boca del qual fluïa l'aigua de la mina, del qual rep el nom popular la finca. La rasant del nivell de l'aigua d'aquest aljub coincidia amb la del castell de Montjuïc (170 msnm). Unida a aquesta casa el convent posseïa 23 peces de terra, dedicades al conreu de vinya, oliveres i algunes ermes, arribant fins a la cresta de la muntanya, de manera que l'ermita de Sant Pere Màrtir pertanyia al convent, celebrant-hi els pares dominics cada 29 d'abril, festa d'aquest sant, una missa cantada, centre d'un popular aplec pels habitants dels pobles de la rodona.
Al terme de Canovelles posseïa el convent el santuari de la Mare de Déu de Bellulla, que constava d'església amb diverses capelles, una casa gran i 34 quarteres de terra. Per una butlla de Pau V, expedida el 1607, el santuari va quedar agregat al convent de dominics de Barcelona. En el mateix terme de Canovelles el Mas Canyelles, compost de casa de quatre cossos, dependències agrícoles i 64 quarteres i mitja de terra. Al mateix terme al Mas Daviu, casa de tres cossos, amb dependències agrícoles i 85 quarteres de terra.
Al terme de Vilanova de la Roca del Vallès al carrer d'Ariolf, tenia el convent el Can Grau, compost de casa, 69 quarteres de terra de diferents cultius i 83 d'erms i boscos. Al terme de Parets del Vallès, disposava de la Torre d'en Malla. Al terme de Subirats el Mas d'en Savall, compost de casa, dependències agrícoles, i 213 jornals de terra incloent camps, boscos erms, i alguns vinyes. Al mateix terme el Maset d'en Savall, compost de casa i 107 jornals de terra, incloent-hi cultius i boscs.
Al terme del Prat de Llobregat posseïen els dominics dues propietats, l'una del convent de Santa Caterina i l'altra del col·legi de Sant Vicent i Sant Ramon. Una, de nom Casa Maresma, constava de casa amb 100 mullades de terra de cultiu, 16 de pineda i 27 de terra inculta. La segona, anomenada Torre Llunell, tenia casa i 94 mullades. A més de les finques posseïa aquest convent censos o censals, la majoria de curtíssima pensió.

## Personalitats
Molts dels dominics vinculats a Santa Caterina van assolir, en vida o mort, cert grau de rellevància. D'entre els venerables, beats i sants, hi ha tres màrtirs del Japó: Fr. Domènec Castellet, natural d'Esparreguera; Fr. Jacint Orfanell, valencià, i Fr. Lluís Eixarc, barceloní, martiritzats al segle XVII; a Fr. Francesc Gil de Frederic, màrtir també, a Fr. Ponç de Planella, per ser inquisidor martiritzat per la part d'Urgell, qui va obrar, segons es diu, molts prodigis, al Beat Pere Cendra, prior d'aquesta casa, al Beat Jofré de Blanes.
Dels escriptors antics hi ha a Fr. Francisco Diago, lector de teologia, que va escriure la «Història dels victoriosísimos antics Comtes de Barcelona», a Fr. Antonio Vicente Domènech, que va escriure la «Història general dels sants i homes il·lustres en santedat del Principat de Catalunya», a Fr. Gabriel Casafages amb la seva «Summa S. Thomae in compendium redacta»; el cardenal Fr. Joan de Casanova i el seu «De potestate Papae supra concilium», a Fr. Pere Coll, prior d'aquest convent, i als seus llibres sobre Aristòtil, i a molts altres, però tots a Sant Raimon de Penyafort, tercer general de l'Orde, doctor i catedràtic de Bolonya, canonge i paborde que havia estat de la Catedral de Barcelona, confessor de Jaume I, cofundador de l'orde de la Mercè (al costat de Sant Pere Nolasc), capellà de Gregori IX, autor de les constitucions d'aquest Papa, oïdor de la Rota, penitenciari del Pontífex, dimissionari de les mitres de Barcelona i Tarragona.
Allí també prengué els hàbits Bernat Ribera que viatjà a predicar a l'Imperi Rus i a Viena. Ja entrats al segle xviii, hi ha el pare Tomàs Ripoll, del qual hi havia la làpida i bust a la porteria, fill d'aquest convent que bastí i dotà de nombrosos llibres la biblioteca, les obres allà narrades, sinó que va edificar el temple de Sant Magí de Brufaganya, el Papa Climent XII va voler elevar a la dignitat de cardenal, a la que refusà, indicant al pare Lambertini, que fou nomenat, i temps després col·locat al tron pontifici amb el nom de Benet XIV. Al segle xix floriren a Santa Caterina el pare Domènec Comerma, provincial, bibliotecari i escriptor i el pare Segimon Riera.

## Primer studium documentat a Catalunya
Encara que les dades historiogràfiques no són gaire abundants, el convent de Santa caterina de Barcelona fou el primer studium documentat fins ara a Catalunya, fundat el 1219 per l'Orde dels predicadors (segons el pare Marcillo a Crisi de Cataluña hecha por las naciones estrangeras). Aquesta congregació tenia un important studium de primer nivell en aquest convent dedicat a Santa Caterina (avui dia convertit en Mercat), des del segle xiii (1219). En aquesta "universitat medieval" s'hi donava una formació científica -matemàtiques i geometria- satisfactòria per a l'època, i segons el Pare Marcillo hi donava classes Sant Raimon de Penyafort (1175-1275). Entre altres hi va estudiar Sant Vicent Ferrer, lògica, teologia i filosofia, un segle més tard.